# دار الرهوة (حبيل جبر)

تعديل مصدري - تعديل

دار الرهوة هي إحدى قرى عزلة حبيل جبر بمديرية حبيل جبر التابعة لمحافظة لحج، بلغ تعداد سكانها 42 نسمة حسب تعداد اليمن لعام 2004.